# Akizuki Tanezane
Akizuki Tanezane (秋月种実, ,1548 - 16 de novembro de 1596) foi um guerreiro samurai que foi derrotado pelo Clã Ōtomo .  Mais tarde, ele se juntou ao Clã Shimazu e lutou contra Toyotomi Hideyoshi em Kyūshū .
Após a Batalha de Sekigahara, tornou-se Daimyō do Domínio de Takanabe (na Província de Hyūga , 20.000 koku), e foi sucedido por seu filho Tanenaga .